# Литыньский, Тадеуш
Таде́уш Литы́ньский (пол. Tadeusz Lityński; род. 14 июня 1962, Кожухув, Польская Народная Республика) —  прелат Римско-католической церкви, 5-й епископ Зелёна-Гура — Гожува с 2015 года; с 2012 по 2015 год был вспомогательным епископом этой же епархии с титулом епископа Кемериниана.

## Биография
Родился 14 июня 1962 года в Кожухуве. Окончил Электронный техникум в Зелёна-Гуре. В 1982—1988 годах обучался в Высшей духовной семинарии в Госьциково. 5 июня 1988 года в соборе Взятия на небо Пресвятой Девы в Гожув-Велькопольски был рукоположен в сан священника местным епархиальным епископом Юзефом Михаликом. В 1991 году защитил магистерскую степень по библейской теологии в Люблинском католическом университете. В 1999 году защитил магистерскую степень по каноническому праву в Академии католической теологии в Варшаве.
В 1988—1990 годах служил викарием в приходе святого Варфоломея в Олобоке. С 1990 по 1993 год был викарием в приходе Пресвятой Девы Марии — Королевы Польши в Глогуве. С 2000 года являлся приходским священником в костёле Святейшей Троицы в Зелёна-Гуре. С 2006 года служил приходским священником в костёле Христа-Царя в Гожув-Велькопольски.
С 1993 по 2000 год был нотариусом Церковного суда в Гожуве-Великопольске. Позднее там же служил судьей и адвокатом брачных уз. В 2011 году был назначен викарием епископа Зелёна-Гура — Гожува и стал членом пресвитерского совета и совета консультантов. В 2009 году получил звание почётного каноника капеллы собора в Гожув-Велькопольски. В 2012 году получил звание прелата Его Святейшества.
28 апреля 2012 года римский папа Бенедикт XVI назначил его вспомогательным епископом епархии Зелёна-Гура — Гожува с титулом епископа Кемериниана. Епископскую хиротонию 16 июня 2012 года в соборе Взятия на небо Пресвятой Девы в Гожуве-Великопольски возглавил архиепископ Челестино Мильоре, апостольский нунций в Польше в сослужении Анджея Дзеги, архиепископа Щецин — Камена и Стефана Регмунта, епископа Зелёна-Гура — Гожува. Став епископом, он взял в качестве девиза слова «Да придёт Царствие Твоё».
23 ноября 2015 года римский папа Франциск номинировал его в епископы Зелёна-Гура — Гожува. 5 января 2016 года в соборе Взятия на небо Пресвятой Девы в Гожув-Велькопольски торжественно взошёл на кафедру епархии.
В 2015 году был членом делегации Польской епископальной конференции по лесному хозяйству, управлению водными ресурсами и охране окружающей среды. Он также входил в состав Комитета по полонизму и польской диаспоре.